# 2014
| 2014                                                         |
| ------------------------------------------------------------ |
| Dødsfald - Fødsler                                           |
| • Begivenheder • Film • Litteratur • Musik • Politik • Sport |

| Gregoriansk kalender | 2014 MMXIV              |
| Ab urbe condita      | 2767                    |
| Armensk kalender     | 1463 ԹՎ ՌՆԿԳ            |
| Kinesiske kalender   | 4710 – 4711 癸巳 – 甲午 |
| Etiopisk kalender    | 2006 – 2007             |
| Jødisk kalender      | 5774 – 5775             |
| Hindukalendere       |                         |
| - Vikram Samvat      | 2069 – 2070             |
| - Shaka Samvat       | 1936 – 1937             |
| - Kali Yuga          | 5115 – 5116             |
| Iransk kalender      | 1392 – 1393             |
| Islamisk kalender    | 1436 – 1437             |

2014 (MMXIV) begyndte på en onsdag. Påsken falder dette år den 20. april.
Regerende dronning i Danmark: Margrethe 2. 1972-2024
Se også 2014 (tal)

## Begivenheder

### Januar
- 1. januar - Staten Colorado åbner sine første butikker med lovligt salg af cannabis.[1]
- 1. januar - Letland antager officielt euroen som valuta og bliver det 18. medlem af eurozonen.[2]
- 30. januar - Grundet påtænkt salg af Dong-aktier til den amerikanske investeringsbank Goldman Sachs opstår der internt splid i partiet SF. Det ender med, at Annette Vilhelmsen gå af som formand og trækker SF ud af regeringen.

### Februar
- Februar - Ebolaepidemien i Vestafrika konstateres

### Marts
- Marts - Den italienske udvikler Gabriele Cirulli udgiver spillet 2048, der i løbet af kort tid bliver et hit.
- 8. marts - Et Boeing 777-fly med 239 mennesker ombord under flyvning Malaysia Airlines Flight 370 (MH370) forsvinder sporløst.
- 13. marts - I Tyrkiet udløser en eksplosion i en transformerstation en brand i en brunkulsmine, og 301 minearbejdere omkommer ved Mineulykken i Soma
- 15. marts - Slovakiet afholder præsidentvalg.

### April
- 5. april - Præsidentvalget i Afghanistan 2014 afholdes.
- 29. april – En ringformet solformørkelse kan ses fra Australien og Antarktis.

### Maj
- 8. maj - Luis Guillermo Solís indsættes som præsident i Costa Rica.

### Juni
- 14. juni - Separatister i det østlige Ukraine skyder et militært Ukrainsk transportfly ned med jord-til-luft raketter. Ved nedskydningen omkommer de 49 ombordværende.
- 15. juni - Odins Bro i Odense åbnes.

### Juli
- 1. juli - DSB indfører rygeforbud på alle deres stationer og perroner.
- 17. juli - Royal Navy søsætter dets nye hangarskib af Queen Elizabeth-klassen.
- 17. juli - Malaysia Airlines Flight 17 skydes ned over Ukraine.
- Ukendt dato - Lærernes Indkøbscentral indgiver konkursbegæring i Sverige

### August
- 10. august - Det første præsidentvalg afholdes i Tyrkiet
- 18. august - Arkæologiske udgravninger begynder på voldstedet Borrering, og i begyndelsen af september offentliggøres det, at det nu er fastslået, at Borrering er en vikingeringborg af trelleborgtypen.
- 18. august - IC4 indsættes på Nordvestbanen primært uden for myldretiden.
- 31. august - Et kraftigt skybrud rammer København og Nordsjælland, hvor der falder over 100 mm regn inden for få timer, og særligt den kollektive trafik rammes, da flere stationer oversvømmes.

### September
- 3. september - Ringvej Syd primærrute 21 og primærrute 16 mellem Sdr. Borup og Assentoft åbner for trafik.
- 18. september - Skotland stemmer imod selvstændighed fra Storbritannien
- 27. september - En bro over Helsingørmotorvejen kollapser i støbeprocessen. Ingen kommer til skade, men motorvejen er spærret i tre dage, mens oprydningsarbejdet pågår.

### Oktober
- 1. oktober - Anders Fogh Rasmussen overlader posten som NATOs generalsekretær til Jens Stoltenberg
- 5. oktober - Som en ny turistattraktion for dykkere bliver færgen Ærøsund sænket i farvandet mellem Ærøsund og Svendborg

### November
- 1. november - Jean-Claude Juncker tiltræder som ny Europa-Kommissionsformand
- 3. november - One World Trade Center, opført på grunden, hvor World Trade Center stod, tages officielt i brug, da den første lejer flytter ind.[3]
- 15. november - Nykøbing Falster Omfartsvej (E55) åbner for trafik.

### December
- 1. december - Silkeborgmotorvejen (primærrute 15) mellem Låsby og Hårup åbner for trafik.
- 5. december - En uvildig rapport konkluderer, at IC4 og IC2 er en dårlig investering, men at de fortsat bør videreudvikles.
- 14. december - En ny køreplan med flere afgange og kortere rejsetider træder i kraft på Nordvestbanen, efter at banen er udbygget til dobbeltspor på hele strækningen mellem Roskilde og Holbæk, og den maksimalt tilladte hastighed er øget fra 120 til 160 km/t. Samtidig indsættes flere enkeltkørende IC4-togsæt herunder også i myldretiden.
- 28. december - Der opstår brand ombord på færgen Norman Atlantic, mens den er i rutefart mellem Patras i Grækenland og Ancona i Italien. Det tager 36 timer at redde størstedelen af de omkring 500 passagerer og besætning, da vejret besværliggør redningsarbejdet. Mindst 11 personer omkommer under branden og et ukendt antal mennesker savnes
- 28. december - AirAsia flight 8501 styrter ned på vej fra Surabaya i Indonesien til Singapore med 167 om bord. Alle 167 formodes omkommet. To dage senere bliver resterne af flyet fundet sammen med ligene af ca. 40 personer i havet ca. 10 km fra flyets sidst kendte position.

## Født
- 20. februar - Prinsesse Leonore af Sverige
- 10. december - Prinsesse Gabriella af Monaco
- 10. december - Arvefyrste Jacques af Monaco

## Dødsfald

### Januar
- 2. januar - Anne Dorte af Rosenborg, dansk grevinde (født 1947).
- 3. januar - Saul Zaentz, amerikansk filmproducer (født 1921).
- 4. januar - Sergey Semenovich Kozlov, russisk fodboldspiller (født 1960).
- 5. januar - Eusébio, portugisisk fodboldspiller (født 1942).
- 5. januar - Mogens E. Pedersen, dansk chefredaktør (født 1928).
- 7. januar - Run Run Shaw, kinesisk mediemogul (født 1907).
- 9. januar - Dale Mortensen, amerikansk økonom og nobelprismodtager (født 1939).
- 11. januar - Ariel Sharon, israelsk politiker (født 1928).
- 14. januar - Juan Gelman, argentinsk forfatter (født 1930).
- 16. januar - Hiroo Onada, sidste japanske soldat, der overgav sig efter 2. verdenskrig (født 1922).
- 20. januar - Claudio Abbado, italiensk dirigent (født 1933).
- 24. januar - Shulamit Aloni, israelsk politiker (født 1928).
- 25. januar - Arthur Doyle, amerikansk sanger (født 1944).
- 27. januar - Pete Seeger, amerikansk folkesanger (født 1919).
- 28. januar - Dwight Gustafson, amerikansk komponist (født 1930).

### Februar
- 1. februar - Luis Aragonés, spansk fodboldtræner (født 1938).
- 1. februar - Maximilian Schell, østrigsk-schweizisk skuespiller (født 1930).
- 2. februar - Karl Erik Bøhn, norsk lærer, håndboldspiller og træner (født 1965).
- 2. februar - Philip Seymour Hoffman, amerikansk skuespiller og instruktør (født 1967).
- 2. februar - Gerd Albrecht, tysk dirigent (født 1935).
- 5. februar - Robert A. Dahl, amerikansk politolog (født 1915).
- 7. februar - Feliks Nikolaevitj Kovaljov, russisk-sovjetisk advokat og diplomat (født 1927).
- 9. februar - Gabriel Axel, dansk filminstruktør og skuespiller (født 1918).
- 10. februar - Shirley Temple, amerikansk barneskuespiller og diplomat (født 1928).
- 11. februar - Alice Babs, svensk sangerinde og skuespillerinde (født 1924).
- 13. februar - Richard Møller Nielsen, dansk fodboldspiller og -træner (født 1937).
- 14. februar - Tom Finney, engelsk fodboldspiller (født 1922).
- 15. februar - Christopher Malcolm, skotsk skuespiller (født 1946).
- 17. februar - Bob Casale, amerikansk guitarist (født 1952).
- 18. februar - Margarita Stāraste-Bordevīka, lettisk børnebogsforfatter (født 1914).
- 19. februar - Kresten Bjerre, dansk fodboldspiller (født 1946).
- 23. februar - Alice Sommer Herz, pianist og den ældste overlevende fra koncentrationslejren Theresienstadt (født 1903)
- 24. februar - Harold Ramis, amerikansk skuespiller og filminstruktør (født 1944).
- 25. februar - Paco de Lucia, spansk flamencoguitarist (født 1947).
- 26. februar - Dezső Novák, ungarsk fodboldspiller (født 1939).
- 27. februar - Jan Hoet, belgisk kunstkritiker og kurator (født 1936).
- 28. februar - Michio Mado, japansk digter (født 1909).

### Marts
- 1. marts - Alain Resnais, fransk filminstruktør (født 1922).
- 3. marts - William Reid Pogue, amerikansk astronaut (født 1930).
- 5. marts - Geoff Edwards, amerikansk skuespiller (født 1931).
- 7. marts - Olav Aaen, dansk borgmester (født 1945).
- 8. marts - Svend Bergstein, dansk militærmand og politiker (født 1941).
- 13. marts - Kay Werner Nielsen, dansk cykelrytter og -leder (født 1921).
- 14. marts - Tony Benn, engelsk politiker (født 1925).
- 15. marts - Jesper Langballe, dansk præst og politiker (født 1939).
- 15. marts - Scott Asheton, amerikansk trommeslager (The Stooges) (født 1949).
- 15. marts - Bi Skaarup, dansk madhistoriker og arkæolog (født 1952).
- 20. marts - Hilderaldo Bellini, italiensk-brasiliansk fodboldspiller (født 1930).
- 23. marts - Adolfo Suárez, spansk politiker (født 1932).
- 27. marts - Gina Pellón, cubansk maler (født 1926).

### April
- 1. april - Anker Buch, dansk violinist (født 1940).
- 5. april - Poul Erik Bech, dansk fodboldtræner (født 1938).
- 5. april - Gynther Hansen, dansk forfatter (født 1930).
- 6. april - Mickey Rooney, amerikansk skuespiller (født 1920).
- 8. april - The Ultimate Warrior, amerikansk wrestler (født 1959).
- 9. april - Svetlana Velmar-Janković, serbisk forfatter (født 1933).
- 12. april - Brita Koivunen, finsk schlager-sangerinde (født 1931).
- 12. april - Ole Aaby, dansk nyhedsoplæser på Radioavisen (født 1926).
- 16. april - Palle Simonsen, dansk politiker og minister (født 1933).
- 17. april - Gabriel García Márquez, colombiansk forfatter og nobelprismodtager (født 1927).
- 18. april - Eduard Kosolapov, russisk fodboldspiller (født 1976).
- 19. april - Birgit Pouplier, dansk skuespillerinde og forfatter (født 1925).
- 24. april - Hans Hollein, østrigsk arkitekt og designer (født 1934).
- 25. april - Francesc "Tito" Vilanova, spansk fodboldtræner og -spiller (født 1968).
- 26. april - Gerald Guralnik, amerikansk fysiker (født 1937).
- 27. april - Vujadin Boškov, serbisk fodboldspiller (født 1931).
- 29. april - Bob Hoskins, engelsk filmskuespiller (født 1942).

### Maj
- 2. maj - Efrem Zimbalist, Jr., amerikansk skuespiller (født 1918).
- 3. maj - Gary S. Becker, amerikansk økonom og Nobelprismodtager (født 1930).
- 4. maj - Elena Baltacha, britisk tennisspiller (født 1983).
- 8. maj - Henning Elting, dansk fodboldspiller (født 1925).
- 10. maj - Patrick Joseph Lucey, amerikansk guvernør og ambassadør (født 1918).
- 13. maj - Malik Bendjelloul, svensk journalist og dokumentarist (født 1977).
- 19 maj - Zbigniew Pietrzykowski, polsk 4-dobbelt europamester i *boksning (født 1934).
- 19. maj - Jack Brabham, australsk racekører og F1-mester (født 1926).
- 20. maj - Jørn Ege, dansk læge (født 1955).
- 21. maj - Jaime Lusinchi, venezuelas tidligere præsident (født 1924).
- 25. maj - Wojciech Jaruzelski, polsk general og diktator (født 1923).
- 26. maj - Manuel Uribe, mexikaner, der på et tidspunkt var verdens fedeste mand (født 1965).
- 28. maj - Maya Angelou, amerikansk forfatter (født 1928).
- 28. maj - Elisabeth Bomhoff, dansk modstandskvinde (født 1912).
- 30. maj - Henning Carlsen, dansk filminstruktør (født 1927).

### Juni
- 2. juni - Duraisamy Simon Lourdusamy, indisk kardinal (født 1924).
- 7. juni - Fernandão, brasiliansk fodboldspiller (født 1978).
- 9. juni - Rik Mayall, engelsk komiker og skuespiller (født 1958).
- 11. juni - Rafael Frühbeck de Burgos, spansk dirigent (født 1933).
- 12. juni - Niels Højlund, præst og samfundsdebatør (født 1931).
- 12. juni - Carla Laemmle, amerikansk skuespillerinde (født 1909).
- 24. juni - Eli Wallach, amerikansk filmskuespiller (født 1915).
- 24. juni - Ramón José Velásquez, venezuelansk politiker (født 1916).

### Juli
- 4. juli - Torill Thorstad Hauger, norsk forfatter (født 1943).
- 5. juli - Søsser Krag, dansk journalist (født 1962).
- 6. juli - Benedito de Assis da Silva, brasiliansk fodboldspiller (født 1952).
- 7. juli - Eduard Sjevardnadse, sovjetisk og senere georgisk politiker (født 1928).
- 7. juli - Alfredo di Stéfano, argentinsk/spansk fodboldspiller (født 1926).
- 8. juli - Elsie Neubert, dansk skuespillerinde (født 1925).
- 9. juli - Eileen Ford, amerikansk modelbureau direktør og medstifter af Ford Models (født 1922).
- 10. juli - Zohra Segal, indisk skuespillerinde (født 1912).
- 11. juli - Charlie Haden, amerikansk kontrabassist (født 1937).
- 13. juli - Nadine Gordimer, sydafrikansk forfatter og nobelprismodtager (født 1923).
- 14. juli - Horacio Troche, uruguayansk fodboldspiller (født 1935).
- 16. juli - Johnny Winter, amerikansk bluesguitarist (født 1944).
- 17. juli - Elaine Stritch, amerikansk skuespillerinde (født 1925).
- 18. juli - Vagn Greve, dansk professor i strafferet (født 1938).
- 19. juli - James Garner, amerikansk film- og tv-skuespiller (født 1928).
- 23. juli - Georg Poulsen, dansk fagforeningsleder (født 1929).
- 23. juli - Mogens Berendt, dansk journalist, forfatter og tv-vært (født 1944).
- 26. juli - Roland Verhavert, belgisk filminstruktør (født 1927).
- 31. juli - Helmuth Duholm, dansk atlet (født 1926).

### August
- 2. august - Hans-Henrik Ley, dansk jazzmusiker (født 1923).
- 8. august - Peter Sculthorpe, australsk komponist (født 1929).
- 10. august – Kathleen Ollerenshaw, britisk matematiker (født 1912).
- 11. august - Robin Williams, amerikansk komiker (født 1951).
- 12. august - Steen Ankerdal, dansk sportsjournalist, studievært og forfatter (født 1948).
- 12. august - Lauren Bacall, amerikansk filmskuespillerinde (født 1924).
- 18. august - Don Pardo, amerikansk radio og tv-speaker (født 1918).
- 19. august - Brian G. Hutton, amerikansk filminstruktør (født 1935).
- 24. august - Richard Attenborough, britisk filminstruktør, skuespiller og filmproducer (født 1923).
- 29. august - Björn Waldegård, svensk racerkører (født 1943).

### September
- 3. september - Torben Thune, dansk journalist og tv-vært (født 1949).
- 8. september - Magda Olivero, italiensk sopran-operasangerinde (født 1910).
- 10. september - Richard Kiel, amerikansk skuespiller (født 1939).
- 12. september - Ian Paisley, nordirsk politiker og præst (født 1926).
- 12. september - Henrik Have, dansk billedkunstner og forfatter (født 1946).
- 15. september - Yitzhak Hofi, israelsk direktør (født 1927).
- 17. september - Marianne Clausen, dansk musikhistoriker (født 1947).
- 20. september - Erik Ninn-Hansen, dansk politiker (født 1922).
- 25. september - Gunnar Zachariasen, færøsk fodboldspiller (født 1992).
- 29. september - Erik Hansen, dansk kajakroer og OL-guldvinder (født 1939).
- 30. september - Claus Brun, dansk læge (født 1914).

### Oktober
- 3. oktober - Jean-Jacques Marcel, fransk fodboldspiller (født 1931).
- 7. oktober - Siegfried Lenz, tysk forfatter (født 1926).
- 10. oktober - Finn Lied, norsk politiker (født 1916).
- 11. oktober - Carmelo Simeone, argentinsk fodboldspiller (født 1933).
- 13. oktober - Jess Ingerslev, dansk skuespiller (født 1947).
- 15. oktober - Preben Boye, dansk maler og billedhugger (født 1944).
- 16. oktober - Tim Hauser, amerikansk sanger (født 1941).
- 21. oktober – Gough Whitlam, australsk premierminister (født 1916).
- 25. oktober – Jack Bruce, skotsk musiker og sangskriver (født 1943).
- 29. oktober - Klas Ingesson, svensk fodboldspiller og træner (født 1968).

### November
- 6. november - William Rosenberg, dansk skuespiller (født 1920).
- 8. november - Hugo Sánchez Portugal, mexicansk fodboldspiller (født 1984).
- 11. november - Jan Lindhardt, dansk teolog og biskop, (født 1938).
- 11. november - Big Bank Hank, Henry Jackson, amerikansk rapper, (født 1956).
- 12. november - Warren Clarke, britisk skuespiller (født 1947).
- 13. november - Alexander Grothendieck, fransk matematiker (født 1928).
- 17. november - Jimmy Ruffin, amerikansk soulsanger (født 1936).
- 19. november - Mike Nichols, amerikansk komiker og filminstruktør (født 1931).
- 21. november - Johannes Rasmussen, dansk sabotør, stikker og gestapohåndlanger (født 1917).
- 22. november – Fiorenzo Angelini, italiensk kardinal (født 1916).
- 27. november - P.D. James, engelsk forfatter (født 1920).
- 28. november - Niels Foss, dansk jazzbassist og kapelmester (født 1916).
- 28. november - Chespirito, mexicansk komiker (født 1929).

### December
- 2. december - Bobby Keys, amerikansk saxofonist (født 1943).
- 3. december - Ian McLagan, engelsk keyboardspiller (født 1945).
- 5. december - Fabiola, tidligere dronning af Belgien (født 1928).
- 5. december - Eigil Jørgensen, dansk ambassadør og departementschef (født 1921).
- 6. december - Ralph H. Baer, amerikansk spiludvikler (født 1922).
- 7. december - Mango, italiensk sanger (født 1954).
- 13. december - Ernst Albrecht, tysk politiker (født 1930).
- 18. december - Knud Pedersen, dansk modstandsmand og kunstner (født 1925).
- 19. december - Max Leth, dansk kapelmester og musiker (født 1921).
- 21. december - Udo Jürgens, østrigsk komponist og sanger (født 1934).
- 22. december - Joe Cocker, engelsk sanger (født 1944).
- 22. december - Vera Gebuhr, dansk skuespillerinde (født 1916).
- 26. december - Leo Tindemans, belgisk premierminister (født 1922).
- 30. december - Luise Rainer, tysk skuespillerinde (født 1910).
- 31. december - Arthur Valerian Wellesley, 8. hertug af Wellington, britisk højadelig (født 1915).

## Nobelprisen
- Fysik: Isamu Akasaki, Hiroshi Amano og Shuji Nakamura
- Kemi: Eric Betzig, Stefan Hell og W. E. Moerner
- Fysiologi eller medicin: John O'Keefe, May-Britt Moser og Edvard Moser
- Litteratur: Patrick Modiano
- Fred: Kailash Satyarthi og Malala Yousafzai
- Økonomi: Jean Tirole

## Rummet
- USAs rumfartsorganisation NASA påbegynder testflyvninger med Orion 2 og Ares I
- 25. august – NASAs rumsonde New Horizons (2006) krydser Neptuns bane på dens vej til Pluto. Dette sker efter 8½ års rejse, hurtigere end Voyager 2, som var 12 år om den samme afstand.
- ESA's rumsonde Rosetta når kometen 67P/Tjurjumov-Gerasimenko.

## Teknologi
- 8. april – Microsofts operativsystem Windows XP vil ikke længere blive vedligeholdt af Microsoft.

## Politik
- 22.-25. maj – Valg til Europa-parlamentet.
- 25. maj - Valg til Europa-Parlamentet i Danmark, samt folkeafstemning om Danmarks tilslutning til den fælles europæiske patentdomstol
- 14. september – Valg til den svenske Riksdag.
- 18. september – Folkeafstemning om skotsk uafhængighed
- 16. oktober – Midterpartiet Nationalpartiet stiftes af brødrene Aamer, Asif og Kashif Ahmad[4]
- 30. november - Herman Van Rompuys anden og sidste periode som formand for Det Europæiske Råd slutter

## Økonomi
- Rumænien vil indføre euroen som officiel valuta.

## Sport
- 14. – 26. januar – EM i håndbold for herrer afholdes i Danmark med Frankrig som vinder.
- 7. februar – 23. februar – De 22. olympiske vinterlege afholdes i den russiske by Sotji.
- 14. maj - UEFA Europa League finalen afholdes i Torino. Sevilla FC vinder 4-2 over Benfica efter straffesparkskonkurrence.
- 24. maj - UEFA Champions League finalen afholdes i Lissabon. Real Madrid vinder 4-1 over Atlético Madrid efter forlænget spilletid.
- 13. juni – 13. juli – Den 20. udgave af VM i fodbold afholdes i Brasilien. Tyskland vinder med finalesejr på 1-0 over Argentina.
- 23. juli – 3. august – Commonwealth Games afholdes i Glasgow, Skotland.
- 9. – 21. december – Kvindernes EM i håndbold afholdes i Ungarn og Kroatien. Norge vinder turneringen.

## Billeder
- Ares 1
- Orion 2
- VM logo for 2014

## Musik
- 10. maj - Finalen i årets udgave af Eurovision Song Contest afholdes i B&W Hallerne i København. Vinderen bliver Conchita Wurst fra Østrig med sangen "Rise Like a Phoenix".

## Bøger
- Neil Patrick Harris: Choose your own autobiography